# Carrowmore Dunes SAC
Carrowmore Dunes SAC este o arie protejată (arie specială de conservare — SAC, sit de importanță comunitară — SCI) din Irlanda întinsă pe o suprafață de 451,64 ha, integral pe uscat.

## Localizare
Centrul sitului Carrowmore Dunes SAC este situat la coordonatele 52°45′17″N 9°30′35″W / 52.754736°N 9.509787°V.

## Înființare
Situl Carrowmore Dunes SAC a fost declarat sit de importanță comunitară în ianuarie 2002 pentru a proteja 10 specii de animale. Situl a fost protejat și ca arie specială de conservare în septembrie 2019.

## Biodiversitate
Situată în ecoregiunea atlantică, aria protejată conține 4 habitate naturale: Recifuri, Dune mobile cu vegetație embrionară, Dune mobile de-a lungul țărmului cu Ammophila arenaria („dune albe”), Dune de coastă fixe cu vegetație erbacee („dune gri”).
La baza desemnării sitului se află mai multe specii protejate:
- păsări (9): rață fluierătoare (Anas penelope), fugaci de țărm (Calidris alpina), prundaș gulerat mare (Charadrius hiaticula), scoicar (Haematopus ostralegus), pescăruș sur (Larus canus), pescăruș râzător (Larus ridibundus), culic mare (Numenius arquata), Pyrrhocorax pyrrhocorax, nagâț (Vanellus vanellus)
- nevertebrate (1): Vertigo angustior

Pe lângă speciile protejate, pe teritoriul sitului au mai fost identificate 1 specie de plante, 1 specie de mamifere, 4 specii de nevertebrate.